# Flachglasmechaniker
Der Flachglasmechaniker ist in Deutschland seit 1991 ein staatlich anerkannter Ausbildungsberuf nach Berufsbildungsgesetz.

## Ausbildungsdauer und Struktur
Die Ausbildungsdauer zum Flachglasmechaniker beträgt in der Regel drei Jahre. Die Ausbildung erfolgt an den Lernorten Betrieb und Berufsschule. Der Beruf ist als Monoberuf ausgeführt und ersetzt den Flachglasveredler, der von 1951 bis 1991 als Ausbildungsberuf zur Verfügung stand.

## Arbeitsgebiete
Flachglasmechaniker stellen industriell Glasscheiben aller Art her, beispielsweise für Schaufenster, Vitrinen, Türen, Sicherheitsgläser für Banken und Sparkassen, aber auch Scheiben für Solaranlagen und Wintergärten. Sie verarbeiten Flachglas und veredeln die Produkte durch Sandstrahlen, Gravieren oder Ätzen. Flachglasmechaniker können Ränder von Glasplatten schleifen oder einen Facettenschliff anbringen.

## Berufsschulen
Für diesen Ausbildungsberuf gibt es in Deutschland insgesamt fünf Berufsschulen:
- Kaufmännische, Gewerbliche und Hauswirtschaftliche Schule in Wertheim,
- Staatliche Glasfachschule (Erwin-Stein-Schule) in Hadamar,
- Staatliches Berufskolleg Glas, Keramik, Gestaltung des Landes Nordrhein-Westfalen Rheinbach,
- Berufliches Schulzentrum Torgau,
- Glasfachschule Zwiesel.[3]